# Montenegróban történt légi közlekedési balesetek listája
A Montenegróban történt légi közlekedési balesetek listája mind a halálos áldozattal járó, mind pedig a kisebb balesetek, meghibásodások miatt történt, gyakran csak az adott légiforgalmi járművet érintő baleseteket is tartalmazza évenkénti bontásban.

## Montenegróban történt légi közlekedési balesetek

### 2005
- 2005. január 25., Podgorica. Éjjel 11 óra körül leszállás közben megcsúszott és orrára bukott a Montenegro Airlines Fokker 100 (YU-AOM) utasszállító repülőgépe és 700 métert csúszott az orrán. Az eset következtében 4 fő szenvedett kisebb sérüléseket.[1]

### 2008
- 2008. január 7., Podgorica. A Montenegro Airlines Fokker 100 (4O-AOK) típusú utasszállító repülőjét egy kézi lőfegyverből leadott lövés érte, leszállás közben. A vizsgálatok szerint valószínűsíthető, hogy nem szándékos támadás történt, hanem csak a helyi népszokásoknak megfelelően puskalövésekkel köszöntötték az ortodox karácsony ünnepét a helyi lakosok és ekkor találta el valaki a gépet. Az utasok közül senki sem sérült meg.[2]